# Bring'Em In
Bring 'Em In es el primer álbum del grupo sueco Mando Diao, publicado en 2002 en Suecia. En 2003 el álbum se puso a la venta como CD y como LP de manera internacional, recibiendo críticas favorables.
La edición japonesa del álbum incluye tres canciones extra, repartidas entre las canciones originales. En 2005, salió una edición limitada, con un segundo disco de caras B y demos.

## Sencillos y EP puestos a la venta
El álbum generó numerosos singles en Suecia, "Motown Blood", "Mr Moon", "The Band", "Sheepdog" y "Paralyzed." Para el resto de paísesy, "Sheepdog" y "Paralyzed" fueron los únicos singles.
"Motown Blood EP", se puso a la venta en 2002 en Suecia por EMI Music Sweeden, siendo el primer lanzamiento del grupo Mando Diao. La canción que da nombre al disco, junto con "Little Boy Jr" y "Lady" aparecieron más tarde en el primer álbum del grupo, Bring 'Em In, mientras que "A Picture Of Them All" sólo se incluyó en la versión japonesa del álbum y como cara B el EP "Paralyzed" en Suecia.
"Mr Moon" fue el primer single del grupo y alcanzó el puesto #37 en las listas suecas.
La canción "The Band" habla de una pelea entre los dos cantantes del grupo. Se escribió cuando el cantante y compositor Gustaf Norén quiso abandonar el grupo y mudarse de su pueblo natal, Borlange en Suecia. Björn Dixgård, el otro cantante y compositor del grupo escribió a Norén el estribillo de la canción después de la pelea, para mostrarle su versión de lo ocurrido. El grupo se reconcilió, y Norén terminó las estrofas de la canción. The Band se lanzó como single en 2002. La cara B, "How We Walk" también se incluyó en el EP "Paralyzed" y en el sencillo "Sheepdog" en Japón.
El tercer single "Sheepdog" no logró entrar en las listas europeas en su lanzamiento inicial. Fue puesto a la venta en Japón como un EP con contenidos extra. En 2004 salió como 7" en el Reino Unido. Su cara B, "How We Walk" fue también incluido en la edición sueca y useña del EP "Paralyzed".
"Paralyzed EP" fue el tercer EP en salir a la venta.

## Listado de canciones
- Edición ordinaria

1. "Sheepdog" 3:35
2. "Sweet Ride" 2:03
3. "Motown Blood" 2:02
4. "Mr Moon" 3:29
5. "The Band" 3:19
6. "To China With Love" 5:02
7. "Paralyzed" 4:09
8. "P.U.S.A." 2:38
9. "Little Boy Jr" 2:55
10. "Lady" 2:32
11. "Bring 'em In" 2:13
12. "Lauren's Cathedral" 4:01

- Edición japonesa

1. "Chi Ga" (The Band B-Side)
Between "P.U.S.A." and "Little Boy Jr"
2. "A Picture Of 'Em All" (Motown Blood EP B-Side])
3. "She's So" (B-Side)
Between "Lady" and "Bring 'Em In"

- Edición limitada Bonus Disc

1. "A Picture Of 'Em All" (Motown Blood EP B-Side)
2. "She's So" (B-Side)
3. "Chi Ga" (The Band B-Side)
4. "Driving Around" (The Band B-Side)
5. "And I Don't Know" (Sheepdog B-Side)
6. "How We Walk" (Sheepdog B-Side)
7. "Sheepdog (Acoustic)" (Sheepdog B-Side)
8. "Little Boy Jr (Live) (B-Side)
9. "P.U.S.A." (Alternate Version)
10. "Sweet Ride" (Demo)
11. "Mr Moon" (Demo)
12. "The Band" (Demo)
13. "Next To Be Lowered" (Demo)
14. "Deadlock" (Anteriormente inédito)
15. "Lauren's Cathedral" (Demo)
16. "Sadly Sweet Mary" (Previously Unreleased)
17. "Suffer Pain And Pity" (Anteriormente inédito)
18. "Major Baby" (Anteriormente inédito)
19. "White Wall" (Demo)

Todas las canciones compuestas por Björn Dixgård y Gustaf Norén.